# Sinterizado selectivo por láser

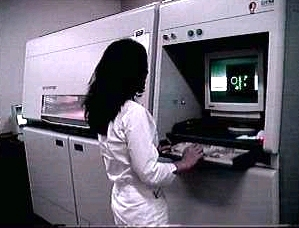
Equipo SLS en el Centro Renato Archer en Brasil.

El sinterizado selectivo por láser (en inglés: Selective laser sintering, o SLS) es una técnica de impresion por adición de prototipado rápido en el cual se deposita una capa de polvo, de unas décimas de milímetro, en una cuba que se ha calentado a una temperatura ligeramente inferior al punto de fusión del polvo. Seguidamente un láser de alta potencia (por ejemplo, de CO2) sinteriza el polvo en los puntos seleccionados (causando que las partículas se fusionen y solidifiquen).
Es un proceso continuo de gran flexibilidad que permite la conversión de una gran variedad de materiales. Por ejemplo, polvos finos de mineral de hierro, polvos recolectados en filtros y otros materiales que contienen hierro, etc.
Se utiliza para pequeños volúmenes de piezas que requieran ser funcionales.

## Historia
La sinterización selectiva por láser fue desarrollada y patentada por el Carl Deckard y el asesor académico, Joe Beaman en la Universidad de Texas en Austin a mediados de la década de 1980, bajo el patrocinio de la agencia gubernamental DARPA. Deckard y Beaman participaron en la puesta en marcha de la empresa start up DTM, establecida para diseñar y construir las máquinas SLS. En 2001, 3D Systems, el mayor competidor de DTM y de la tecnología SLS, adquirió DTM. La patente más reciente sobre la tecnología SLS de Deckard se publicó el 28 de enero de 1997 y expiró el 28 de enero de 2014.
Un proceso similar fue patentado sin ser comercializado por R. F. Housholder en 1979.

## La tecnología
La producción de objetos mediante SLS requiere el uso de un láser de alta potencia (por ejemplo, un láser de CO2) para fusionar pequeñas partículas de plástico, metal, cerámica o cristal en una forma tridimensional deseada.
El láser fusiona de forma selectiva material en forma de polvo en una cubeta mediante el barrido de finas capas transversales que van, así, generando el objeto tridimensional. La información dimensional de la pieza a imprimir proviene de un archivo informático que ha sido generado o previamente escaneado. Una vez que la sección transversal, o capa, se van formando, la cubeta de polvo desciende una distancia equivalente al espesor de la capa formada, y una nueva capa de material base es añadida a la superficie. El proceso es así repetido tantas veces como capas se necesiten fundir hasta crear el objeto tridimensional.
Las piezas terminadas tendrán una densidad que depende de la potencia pico del láser más que de su duración, los equipos SLS usan un  láser de pulso. El equipo SLS precalienta el material polvo base en la cubeta a una temperatura ligeramente inferior a la temperatura de fusión de dicho material. De esta forma hace que la fusión del material por calentamiento sea más sencilla.
Al contrario que en otros procesos de fabricación por adición, como la estereolitografía (SLA) y deposición de hilo fundido (FDM), la sinterización selectiva por láser no necesita de soportes ya que la parte sinterizada está todo el tiempo rodeada de polvo sin sinterizar que actúa de soporte.

Esquema del proceso de sinterizado selectivo por láser:
1.- Láser. 2.- Sistema de escaneo. 3.- Sistema de dispensación de polvo. 4.- Pistón de dispensación de polvo. 5.- Rodillo. 6.-. Pistón de fabricación 7.- Plataforma para polvo de fabricación 8.- Objeto siendo fabricado (ver inserto)
Leyenda del inserto:
A.- Dirección de escaneo del láser. B.- Partículas de polvo sinterizadas (estado marrón). C.- Haz láser. D.- Sinterizado por láser. E.- Plataforma de polvo pre-posicionado (estado verde). F.- Material no sinterizado en capas anteriores.

## Materiales y aplicaciones
Algunos equipos SLS usan un polvo de un único componente, como en el sinterizado directo de metal por láser. De todas formas, la mayoría de los equipos utilizan un polvo bi-componente, típicamente polvo recubierto o una mezcla de polvos.
Comparado con otros métodos de fabricación por adición, el SLS puede producir piezas a partir de un rango relativamente amplio de materiales de polvo. Estos incluyen polímeros como el nailon (puro, con fibras de vidrio u otras fibras), o poliestireno, metales que incluyen acero, titanio, aleaciones y compuestos.
El proceso químico puede conllevar un fundido completo, parcial o sinterizado en fase líquida. Dependiendo del material, se pueden conseguir piezas con densidades del 100 % de la densidad del material, teniendo así la pieza propiedades físicas comparables a aquellas fabricadas por métodos tradicionales.
La tecnología SLS se está expandiendo por todo el mundo debido a la facilidad que tiene para la fabricación de piezas de geometría muy compleja directamente a partir de los modelos digitales CAD. Mientras que comenzó a utilizarse como un método de obtención de prototipos rápido, se está cada vez usando más en la producción de tiradas cortas de piezas para uso final.

## Ventajas e inconvenientes
Al tratarse de una poliamida sus características mecánicas, en muchas ocasiones, son próximas a las que corresponderían al material definitivo.
Es posible realizar piezas, en las que el material tenga una carga del 30 % F.V.
Son elementos especialmente indicados para conjuntos en los que se prevé un montaje y desmontaje en la fase de prueba.
Soportan temperaturas más elevadas que en el caso de la estereolitografía